# Tapí
Un tapí és una sandàlia que duien principalment les dones i que era de tela fina amb una grossa sola de suro posada entre altres dues de cuiro.